# Puechredon
Puechredon település Franciaországban, Gard megyében. Lakosainak száma 48 fő (2022. január 1.). Puechredon Bragassargues, Canaules-et-Argentières, Cannes-et-Clairan, Logrian-Florian és Saint-Théodorit községekkel határos.

## Népesség
A település népességének változása:
| Lakosok száma | 38   | 30   | 35   | 37   | 35   | 33   | 40   | 45   | 46   | 48   |
|               | 1968 | 1982 | 1990 | 2006 | 2013 | 2015 | 2017 | 2019 | 2020 | 2022 |